# Базилика Святого Августина на Марсовом поле
Церковь Сант-Агостино, или Базилика Святого Августина на Марсовом поле (итал. Basilica di Sant'Agostino in Campo Marzio) — римско-католическая церковь в центре Рима с титулом малой базилики (Minor Basilica). Освящена в честь Святого Августина Блаженного, епископа Гиппонского, одного из Отцов Церкви, почитаемого во всех конфессиях. Расположена близ северо-восточной оконечности Пьяццы Навона.

## История

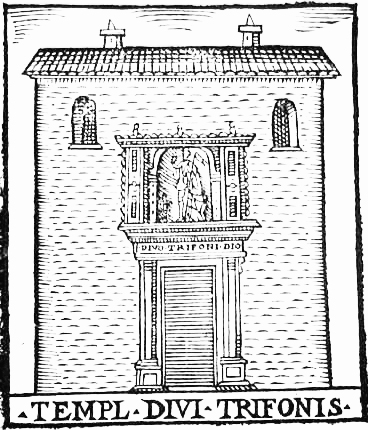
Церковь Св. Трифона-ин-Постерула. Гравюра на дереве Дж. Франчино. 1588

Старая церковь монахов-августинцев вблизи этого места Сан-Трифоне-ин-Постерула (итал. San Trifone in Posterula — Святого Трифона у тайных ворот) была завершена около 1420 года. Церковь была очень древней, вероятно, восходила к VIII веку. Название указывает на близость храма к тайным воротам (posterula), которые горожане открывали в стенах для доступа к Тибру.
Папа Гонорий IV указом от 20 февраля 1287 года пожаловал церковь Ордену Святого Августина. Туринский каталог 1320 года свидетельствует, что в то время церковь была папской капеллой и в ней cлужили двадцать пять монахов-августинцев. 11 апреля 1424 года августинцы торжественно перенесли в церковь мощи святой Моники, матери святого Августина, из их первоначального места упокоения в Остии.
В последующем августинцы покинули церковь Сан-Трифоне, но храм остался. Об этом свидетельствует запись в каталоге церквей 1555 года и гравюра на дереве, выполненная Джироламо Франчино в 1588 году. Церковь снова упоминается в 1625 году как молельня Общества Святого Причастия Святого Августина.
В 1746 году церковь, несмотря на её древнее происхождение и прежнюю известность, была снесена. Она была слишком тесной, а низкий фундамент не мог обеспечить безопасность от частых в то время разливов реки. Новую построили рядом в 1479—1483 годах из блоков, добытых в руинах древнеримского Колизея на средства французского куриального кардинала Гийома д’Эстутевилля, архиепископа Руана. Это была одна из сорока трёх «станционных церквей» Рима.
В октябре 1999 года Папа Иоанн Павел II возвёл её в ранг малой базилики.

## Архитектура
Фасад церкви возведён по образцу церкви Санта-Мария-Новелла во Флоренции, классической композиции «романо-флорентийского» ренессансного стиля, созданной выдающимся архитектором Леоном Баттистой Альберти. На основании очевидного сходства проект фасада церкви Сант-Агостино также приписывают Альберти. Строительство осуществлял в 1479—1483 годах Якопо да Пьетрасанта с использованием травертиновых блоков, взятых из полуразрушенного Колизея. Две боковые волюты были добавлены архитектором Луиджи Ванвителли, который был занят строительством нового монастыря при церкви между 1746 и 1750 годами.
Симметричный фасад церкви с большим окном-розой, увенчанный треугольным фронтоном, считается одним из ранних примеров новой ренессансной архитектуры в Риме.

## Интерьер и произведения искусства в церкви
Церковь согласно требованиям Тридентского собора имеет план типа латинского креста: три нефа с капеллами боковых нефов (по пять с каждой стороны), три алтарных апсиды и две капеллы в «рукавах» трансепта. Интерьеры оформлял Луиджи Ванвителли в 1760 году в стиле позднего римского барокко. Изменения относятся к XIX веку.
Своеобразная слава Сант-Агостино связана с тем, что в старину значительную часть прихожанок составляли представительницы древнейшей профессии. В капелле Кавалетти (первой капелле слева) находится знаменитая картина Караваджо «Мадонна ди Лорето», или Мадонна Лоретанская, получившая со временем более известное название «Мадонна Пилигримов» (Madonna del Pellegrini). Это одна из лучших картин художника, написанная им в 1604—1606 годах. Картина в качестве алтарного образа была заказана в 1603 году наследниками маркиза Эрмете Кавалетти для украшения семейной капеллы, приобретённой в Сант-Агостино по его завещанию.
Согласно иной версии Караваджо, подарил эту работу церкви в благодарность за предоставленное убежище. Художник укрылся в церкви, чтобы избежать ареста после того, как ранил помощника нотариуса на площади Навона, которого художник обвинил в том, что он уделял слишком много внимания его любовнице, знаменитой куртизанке Маддалене Антоньетти (называемой Леной). Она и была изображена живописцем в образе Мадонны.
Деву Марию ди Лорето согласно канону изображают стоящей с Младенцем на руках на крыше дома, поднятого в воздух ангелами. По легенде Святой дом (Santa Casa), в котором жили Мария и Иосиф в Назарете и где произошло чудо Благовещения, в 1291 году, когда сарацины изгнали крестоносцев из Святой Земли, ангелы унесли по воздуху в безопасное место, в Терсато в Иллирии, на берегу Адриатического моря, а потом в Лорето, город в Италии (провинция Анкона), находившийся в то время на территории папской области. Караваджо по обыкновению нарушил все правила. Картина вызывала «смешение криков» (schiamazzi) в народе из-за неопрятного вида паломников и грязных пяток одного из них на переднем плане, а также из-за необычного вида Мадонны, показанной не в небесном сиянии, а стоящей у ветхой стены убогого жилища (так художник представил дом Святой дом Богоматери в Лорето), словно обычная женщина, появившаяся из ночной тени. Лишь едва заметные нимбы Матери и Сына указывают на их божественную природу. Картина противоречила требованиям Тридентского собора католической церкви. Многие отметили явное сходство Мадонны с высокопоставленной римской куртизанкой Маддаленой Антониетти (называемой Леной), которая позировала художнику и для других картин. Однако и этот факт скандала не вызвал. Слишком прекрасен был лик Мадонны.
В церкви хранятся и многие другие произведения искусства: статуя Мадонны с Младенцем работы Андреа Сансовино и скульптура Мадонна дель Парто («Мадонна родов») работы Якопо Сансовино (1521) на контрфасаде, которая, согласно народной традиции, считается чудотворной. Эта статуя, согласно легенде, была создана путем адаптации античного изображения Агриппины, которая держала на руках маленького Нерона. Эта работа является предметом непочтительного сонета Джоакино Белли, который комментирует чрезмерное использование драгоценностей на статуе Мадонны.
Мраморная скиния главного алтаря в типично барочном стиле спроектирована Орацио Торриани. Справа от алтаря находится картина Гверчино, изображающая святых Августина, Иоанна Богослова и Иеронима. По левой стороне нефа — фреска Рафаэля — Пророк Исайя. В конце левого прохода Капеллы Бонджованни находится цикл картин Джованни Ланфранко, выполненных между 1613 и 1616 годами: на правой стене Святой Августин в размышлении о тайне Пресвятой Троицы, в алтаре — «Коронование Девы между Святыми Августином и Гульельмо», на левой стене Святой Гульельмо, о котором заботится Дева Мария.
Среди храмовых святынь особо почитается рака святой Моники, матери Святого Августина, гробница поэта-гуманиста Маффео Веджио да Лоди, предпоследней дочери Лоренцо Великолепного графини Медичи, кардинала Джироламо Вералло и августинского кардинала и гуманиста Эуджидио Витербо. В церкви есть захоронения знаменитых римских куртизанок: Фьямметты Михаелис, любовницы Чезаре Борджиа, Джулии Кампана с дочерьми, Пенелопы, Туллии Арагонской.

## Галерея

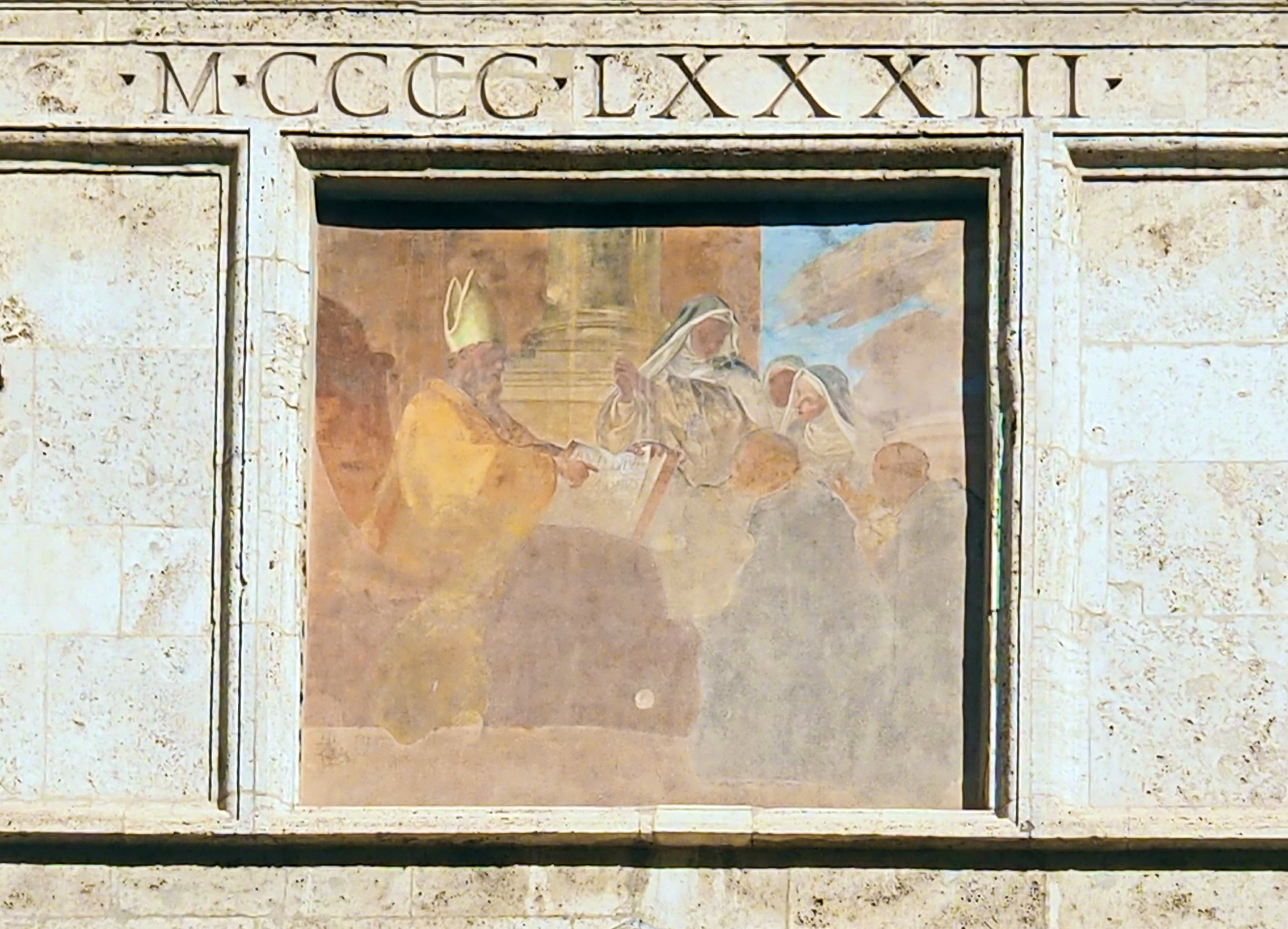
Фреска на фасаде здания
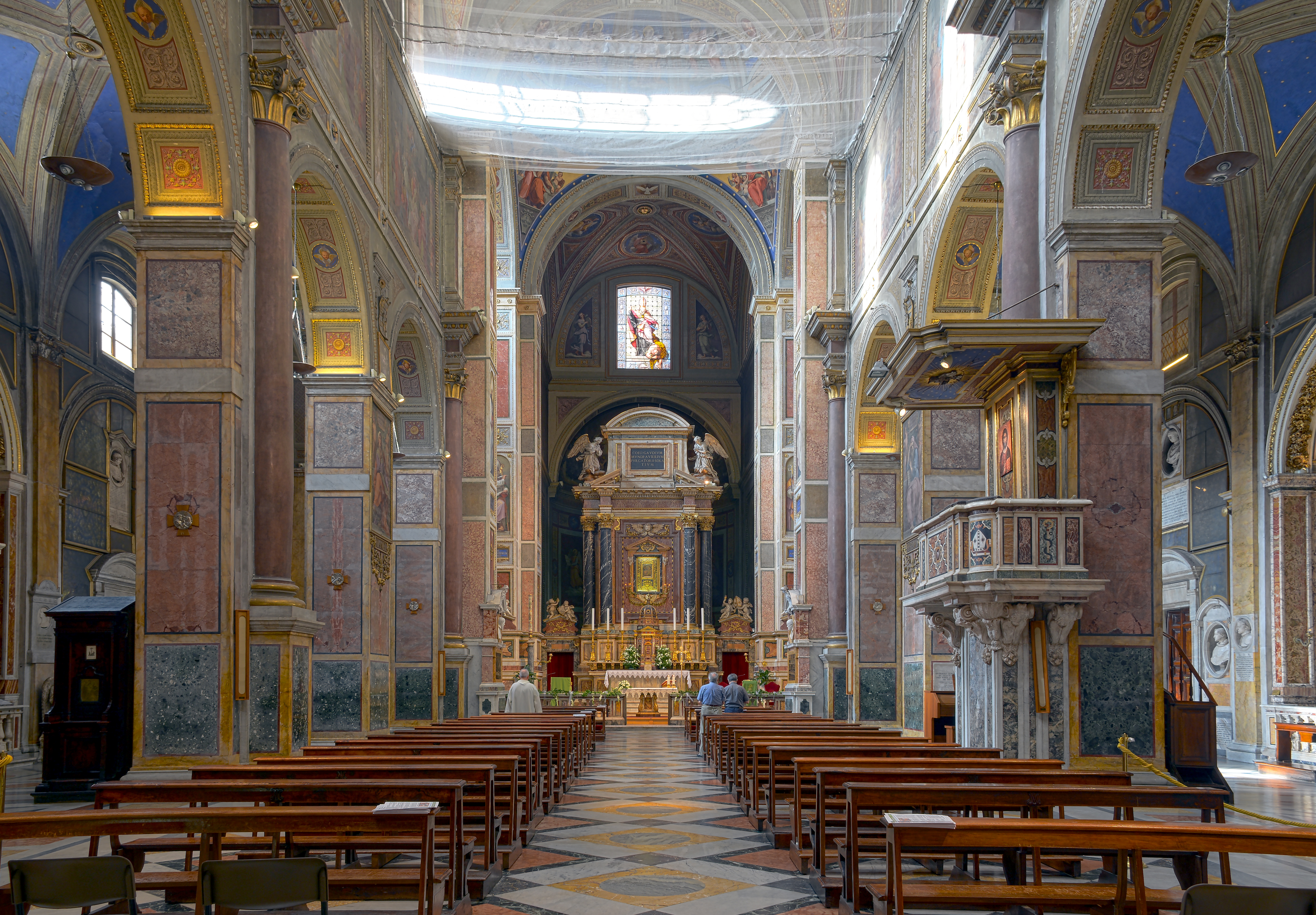
Интерьер
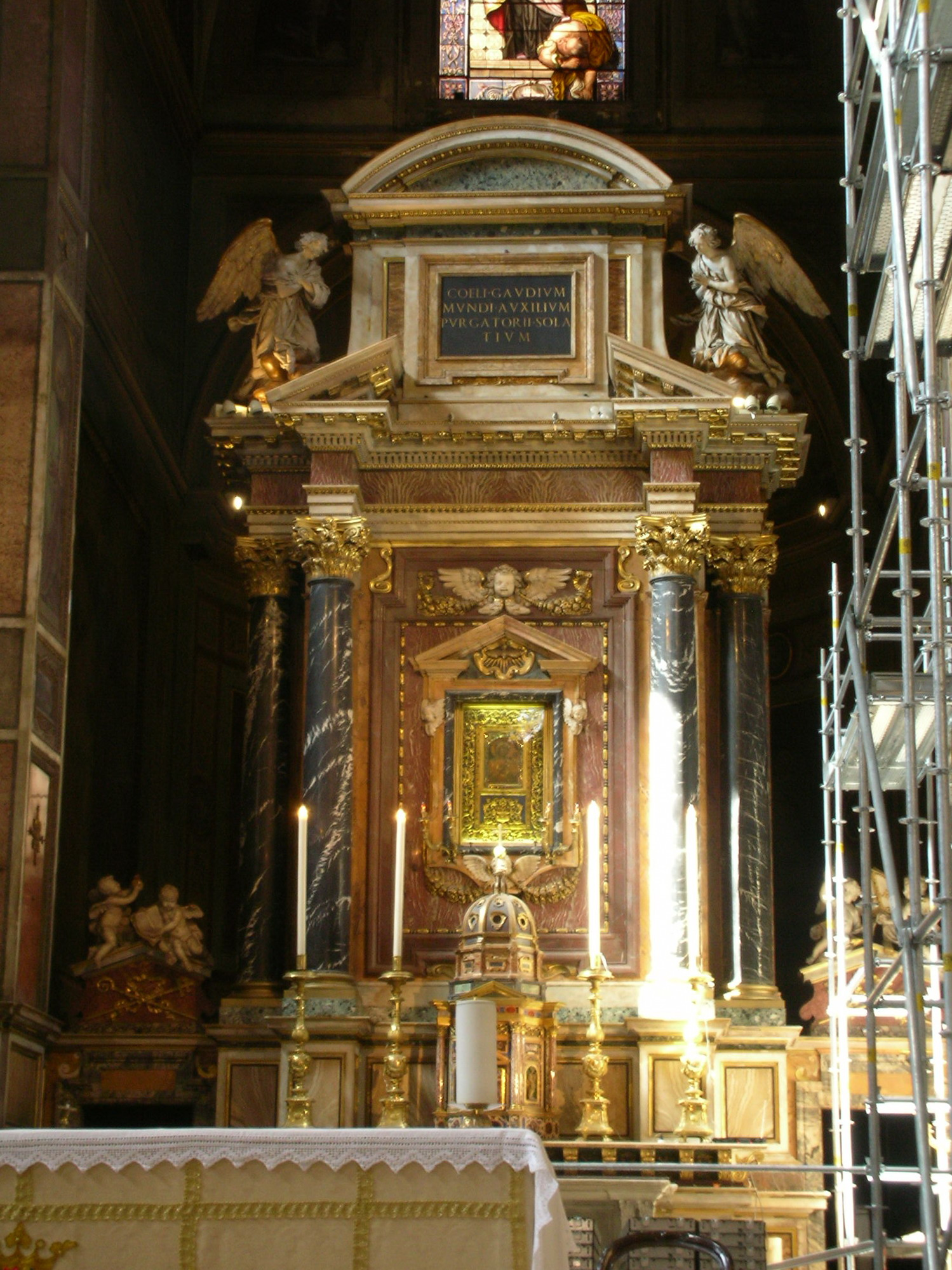
Главный алтарь
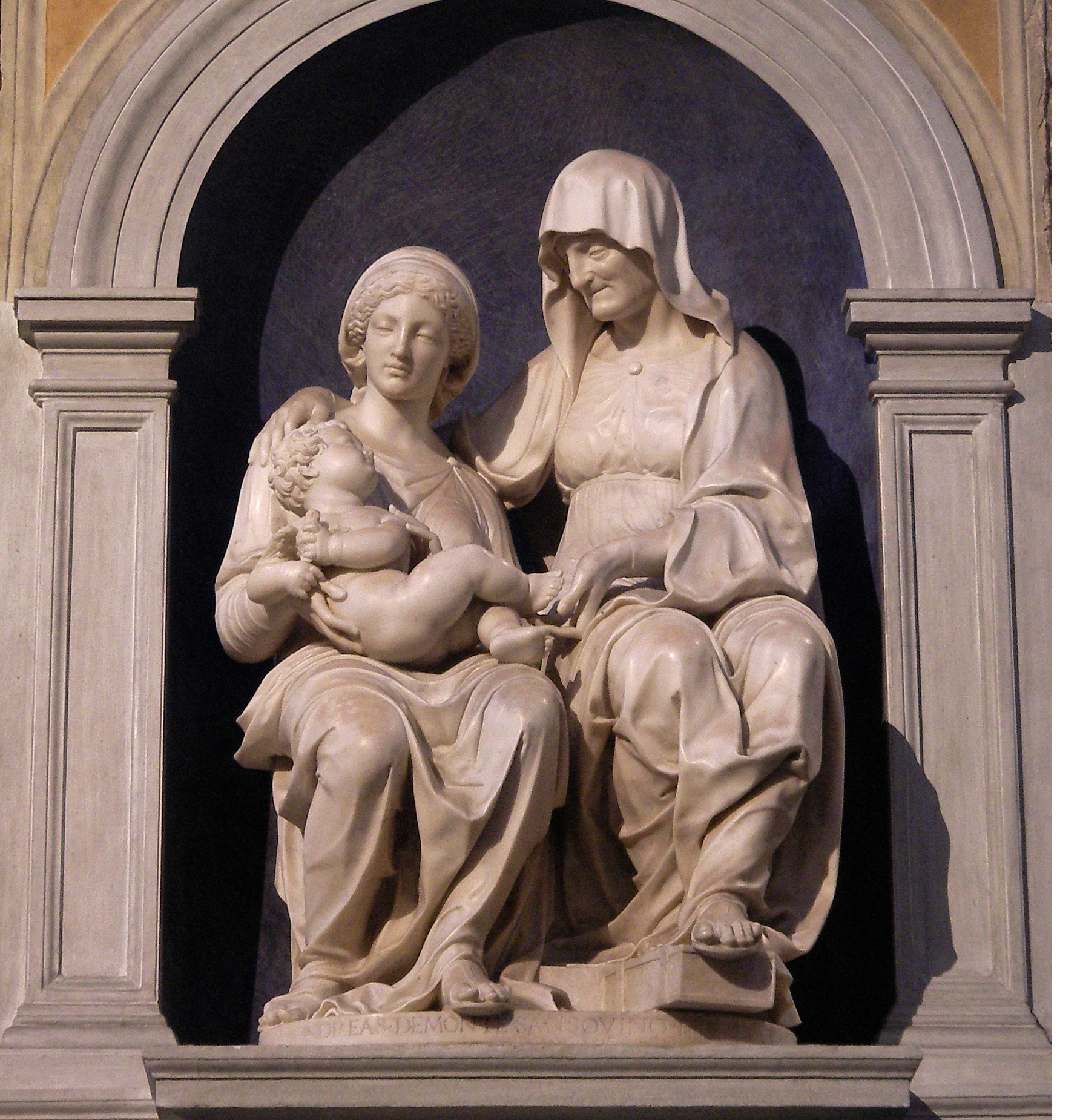
Андреа Сансовино. Maдонна с Младенцем и Святая Анна. Мрамор
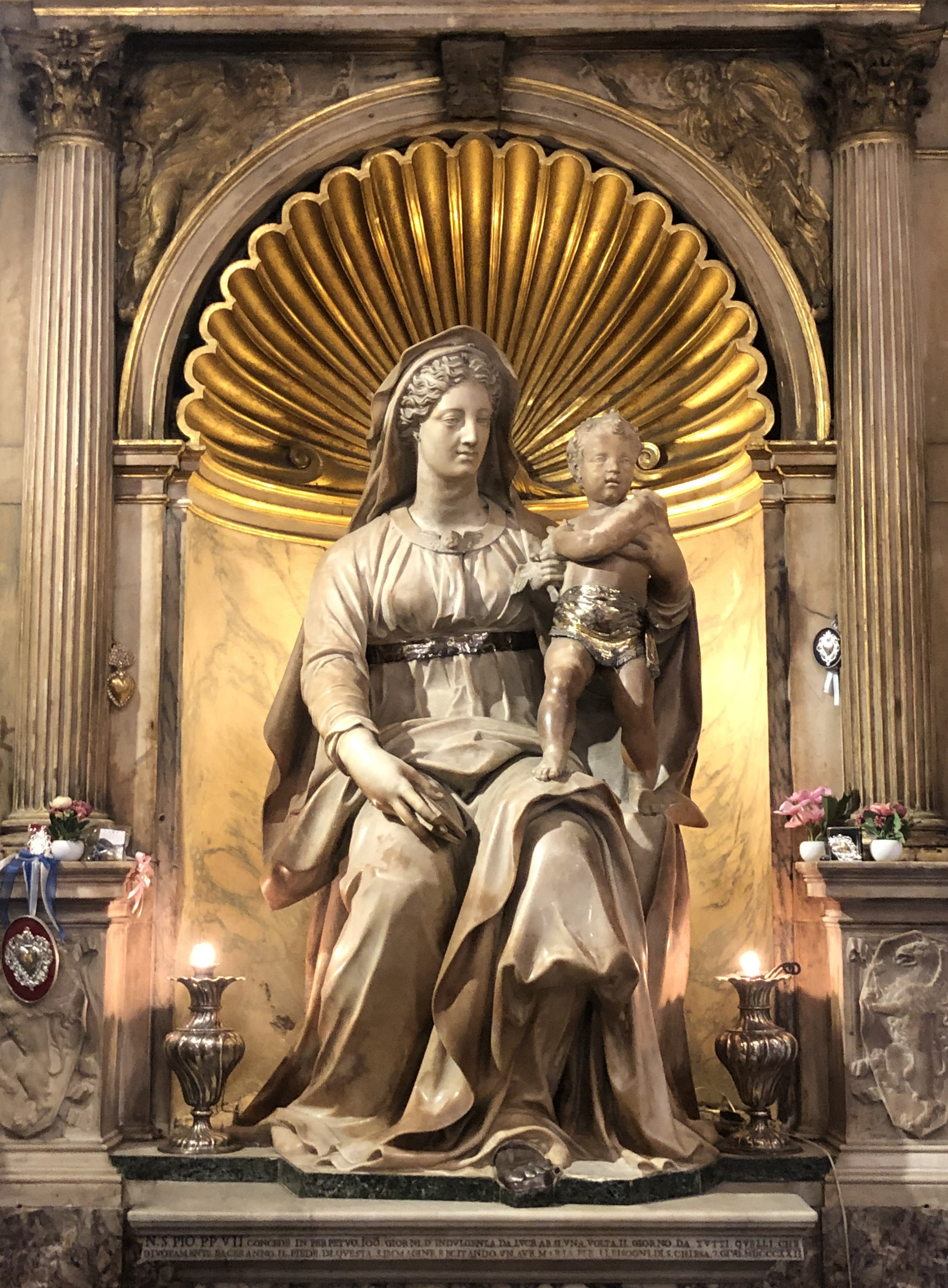
Якопо Сансовино. Мадонна дель Парто. 1521. Мрамор
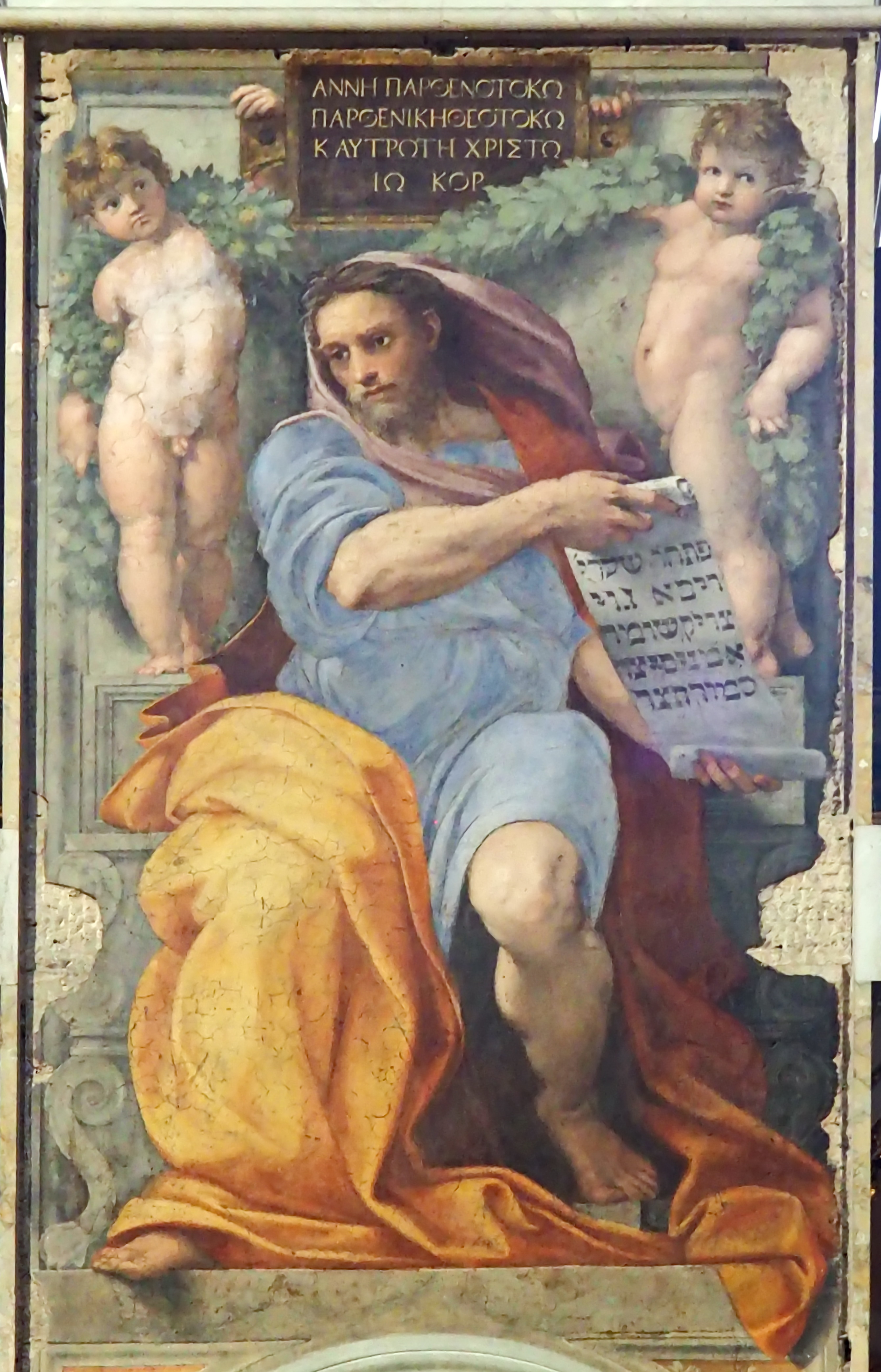
Рафаэль Санти. Пророк Исайя. Фреска
Капелла Кавалетти. Караваджо. Мадонна Пилигримов. 1604—1606. Холст, масло
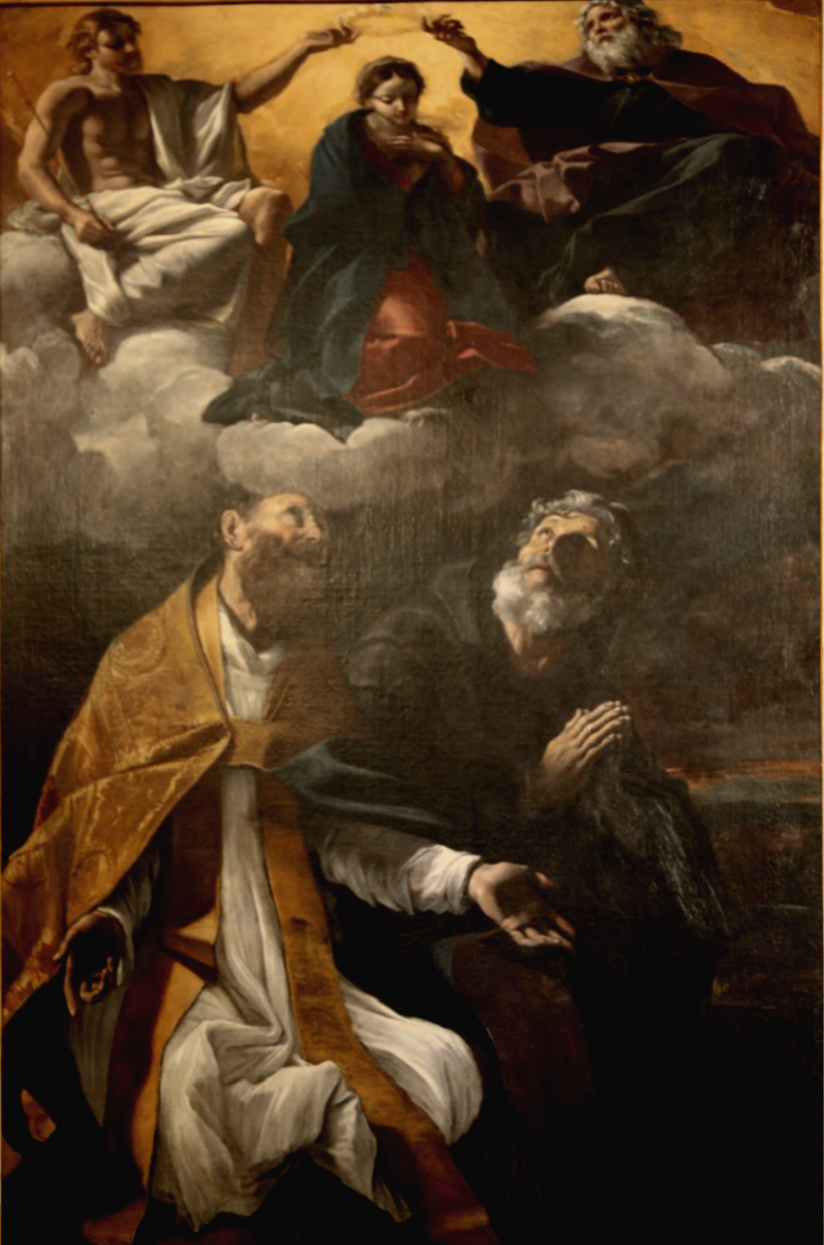
Дж. Ланфранко. Коронование Девы между Святыми Августином и Гульельмо. Между 1613 и 1616 гг. Холст, масло
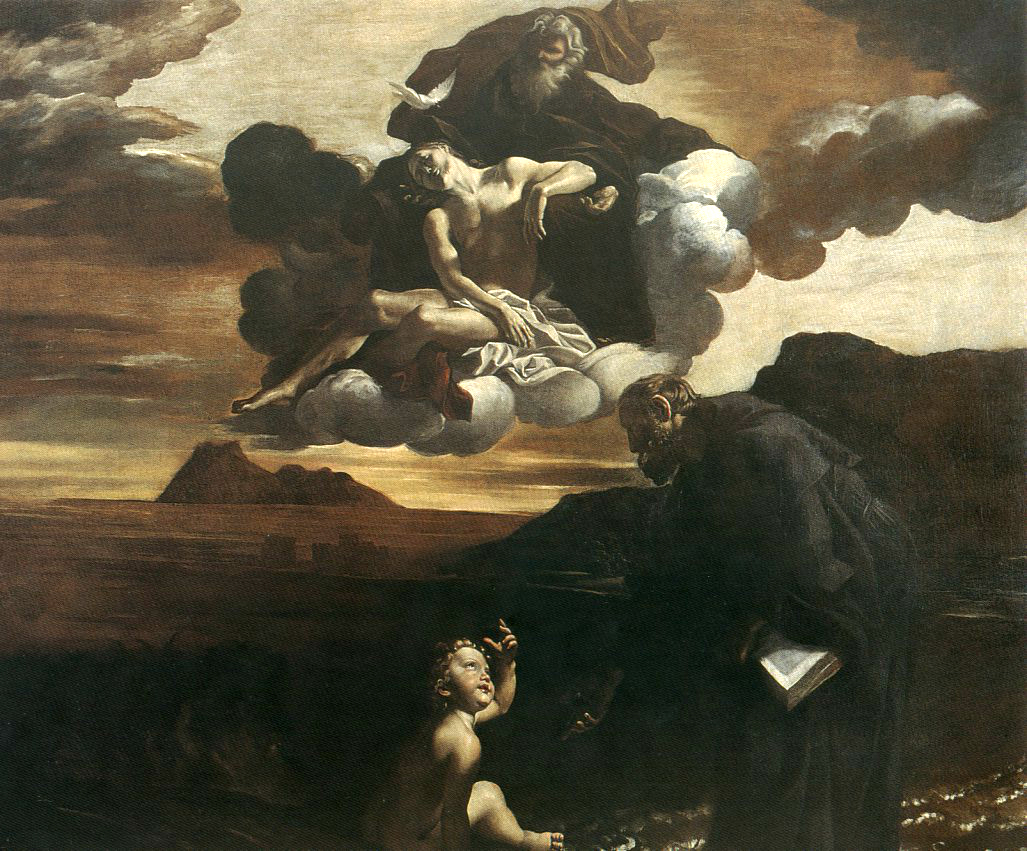
Дж. Ланфранко. Святой Августин в размышлении о тайне Пресвятой Троицы. Между 1613 и 1616 гг. Холст, масло
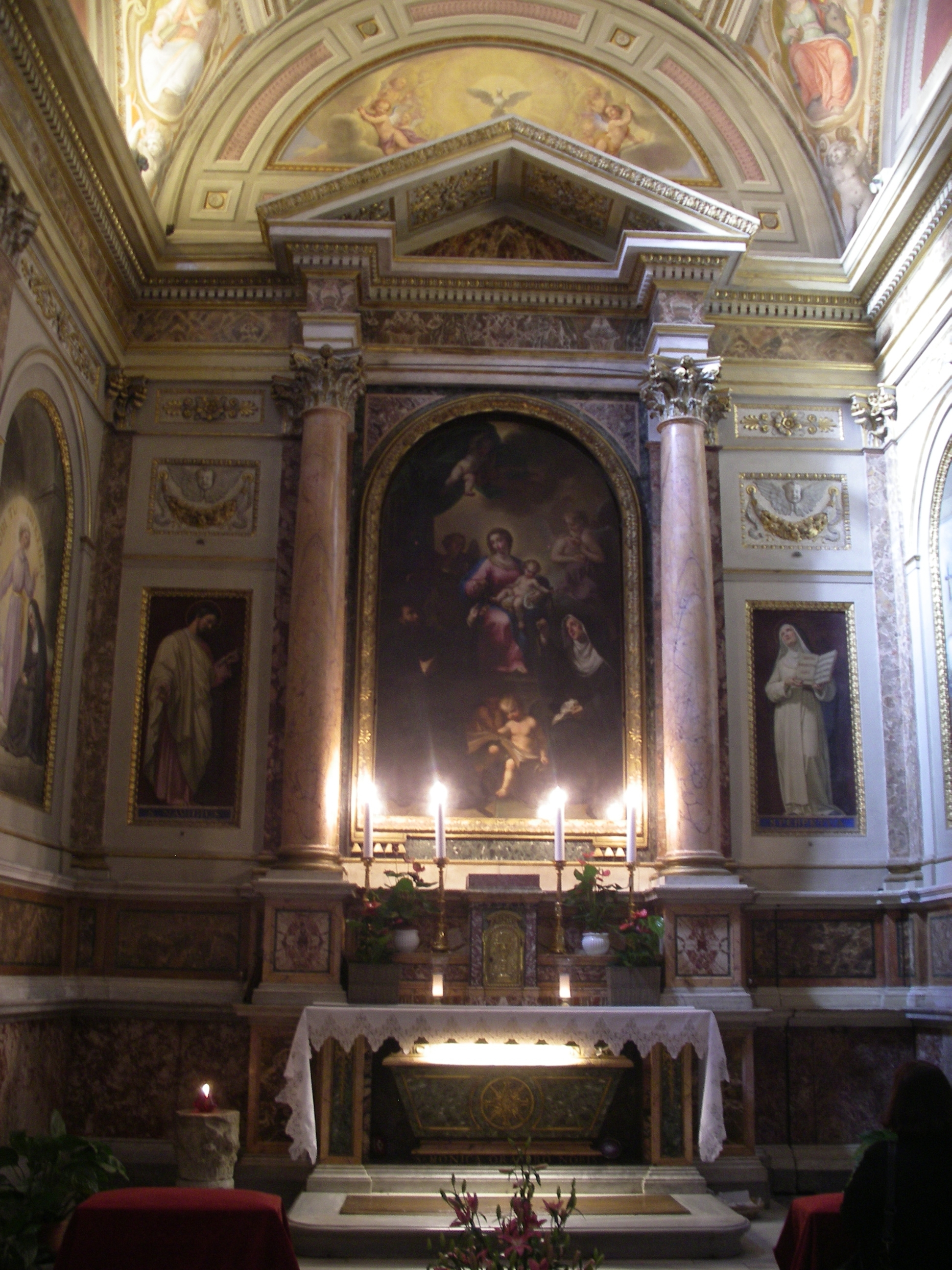
Алтарь и гробница Святой Моники
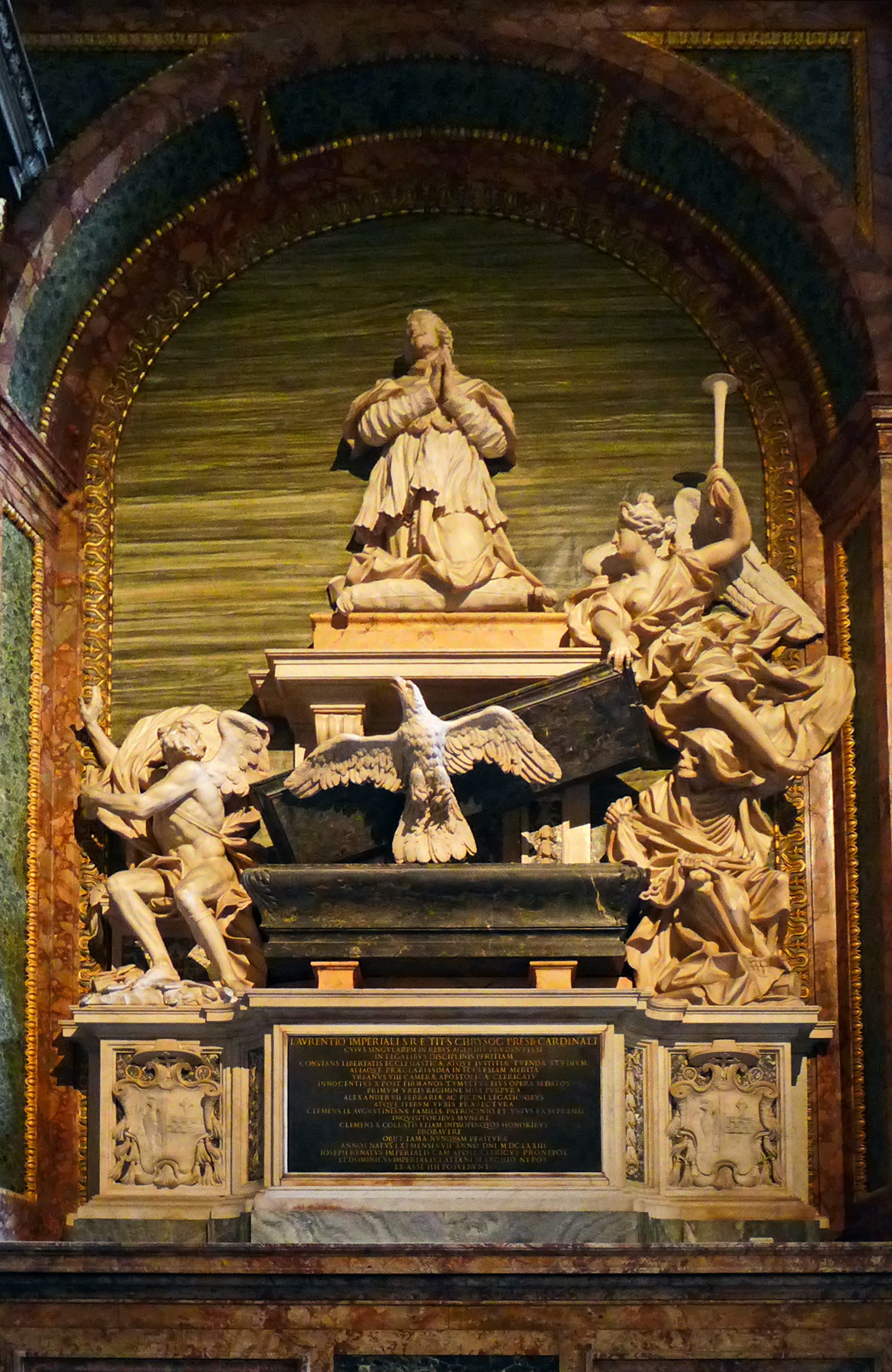
Гробница кардинала Лоренцо Империали

## Титулярная церковь
С 13 апреля 1587 года церковь Святого Августина является титулярной церковью. Кардиналом-священником с титулом церкви Святого Августина с 24 марта 2006 года является французский кардинал Жан-Пьер Рикар.